# Roger Bigot (5e comte de Norfolk)
Pour les articles homonymes, voir Roger Bigot et Bigot.
Roger (IV) Bigot est un baron anglais né vers 1245 et mort avant le 6 décembre 1306.

## Biographie
Issu de la famille Bigot, Roger Bigot est le fils aîné du justiciar Hugues Bigot et de son épouse Jeanne de Stuteville. Il hérite des biens de son père en 1266, puis des biens et titres de son oncle, le comte de Norfolk Roger, mort en 1270 sans laisser d'enfants. Il hérite également du titre de comte-maréchal en 1269.
En tant que comte de Norfolk, Roger Bigot participe aux campagnes militaires d'Édouard Ier au pays de Galles et en Écosse. Ses relations avec le roi deviennent difficiles dans les années 1290, et il joue un rôle de premier plan dans l'opposition noble à la couronne durant cette période aux côtés du comte de Hereford Humphrey de Bohun. Un accord est finalement conclu entre le roi et ses barons en 1297.
En 1302, Norfolk rend son poste de maréchal et ses terres au roi, qui les lui remet à titre viager. Cette transaction aurait eu pour but de déshériter Jean, le frère cadet du comte. Par conséquent, lorsque Norfolk meurt, en 1306, son héritage est capté par la couronne au lieu de revenir à son frère.

## Mariages et descendance
Roger Bigot épouse en 1271 Aline Basset, la veuve du baron Hugues le Despenser. Veuf en 1281, il se remarie avec Alice, la fille du comte Jean Ier de Hainaut. Il n'a d'enfants d'aucun de ces deux mariages.